# Ctenocompa agitata
Ctenocompa agitata är en fjärilsart som beskrevs av Edward Meyrick 1913. Ctenocompa agitata ingår i släktet Ctenocompa och familjen säckspinnare. Inga underarter finns listade i Catalogue of Life.